# Свети Никола (Вирово)
Вижте пояснителната страница за други значения на Свети Никола.
„Свети Никола“ или „Свети Николай“ (на македонска литературна норма: „Свети Никола“, „Свети Николај“) е възрожденска православна манастирска църква в демирхисарското село Вирово, Северна Македония. Църквата е под управлението на Преспанско-Пелагонийската епархия на Македонската православна църква.
Църквата е гробищен храм, разположен в центъра на селото. В архитектурно отношение е еднокорабна сграда със свод, укрепен с четири ребра, видими от долната страна. На изток има петостранна апсида с пиластри в ъглите, които в горния край, формират фриз от слепи арки. Зидарията е от ломен камък, като отворите, венецът, апсидата и ъглите са от дялан камък. Покривът е на две води с керемиди, а този над апсидата е с каменни плочи. Фасадите са фугирани. Край храма в 1999 година е изградена камбанария.
Във вътрешността няма стенописи. Иконостасът и иконите на него са от 1878 година според надписа над врата на проскомидията с изображението на Архангел Михаил.